# Polypyrrolové elektricky vodivé nanotrubky
Polypyrrolové elektricky vodivé nanotrubky syntetizované za přítomnosti methyloranže (PPy-NT MO) jsou jednodimenzionální nanostruktury tvořené polymerizací monomeru pyrrolu za přítomnosti strukturního činidla. Podle způsobu přípravy a následného zpracování vykazují různé fyzikální vlastnosti. PPy-NT MO nacházejí potenciální využití například v biokatalýze, senzorové technice, ukládání energie, elektrokatalýze nebo při stínění elektromagnetických interferencí.
Jejich karbonizovaná varianta, známá jako N-dopované PPy-C, je v určitých ohledech potenciální alternativou standardních uhlíkových nanotrubek.

## Princip formace PPy-NT MO
Strukturované polypyrrolové nanotrubky jsou oproti jejich nestrukturované verzi upřednostňovány především díky vlastnostem vyplývajícím z jejich struktury přímo i nepřímo (elektrická vodivost, specifický povrch nanostruktury atd.). Pro počátek formace specifického tvaru (tj. morfologie) nanostruktury je využíváno strukturní činidlo, tzv. šablona (angl. structure guiding agent), a oxidační činidlo (pro počátek samotné polymerizace). Rovněž je vhodné poznamenat, že výběr šablony do jisté míry koreluje s tvarem výsledné struktury. Pro nanostruktury PPy o morfologii nanotrubek byla použita jako šablona methyloranž.

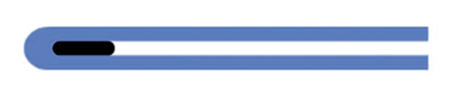
Šablona při formaci PPy-NT MO

Šablona při formaci slouží jako počáteční bod tvorby specifické nanostruktury a je schopná usměrnit formaci a ovlivňovat výsledný tvar nanostruktur. Polymer na počátku své formace obklopí šablonu, načež začne v jednom směru růst. Přítomnost šablony není nutná po celé délce struktury a do určitého limitu si nanostruktura přesto udrží příslušný tvar.

## Princip vzniku šablony
Šablony jsou obecně tenzidy, například azobarviva. Tento princip vysvětluje zejména agregaci azobarviv. Vlastnost shlukování barviv vyplývá zejména z π–π interakcí mezi jejich molekulami a výskytu hydrofilních i hydrofóbních částí v samotném barvivu. Ve vodném roztoku se budou hydrofilní části molekuly snažit dostat do kontaktu s roztokem a hydrofobní naopak. Tímto způsobem se utvoří agregát a může jednat jako počáteční bod pro formaci nanostruktury. Za určitých syntézních podmínek mohou vznikat i komplexy azobarviv působící jako šablony.

## Princip elektrické vodivosti
Polypyrrolové nanotrubky připravené za přítomnosti methyloranže a specifického oxidačního činidla (např. FeCl3)  jsou elektricky vodivé. Schopnost vodit vychází z nedostatku elektronů v jejich konjugovaných systémech, tedy jejich velmi vysoké afinitě k elektronům.
V průběhu polymerace oxidační činidlo odebírá elektrony z aromatických kruhů monomeru. Obecně uznávaná teorie v případě syntézy využívající FeCl3 říká, že látka v roztoku ionizuje na FeCl +
2  a chloridový anion, přičemž FeCl +
2  využívá získaný elektron pro svoji stabilizaci na neutrální FeCl2. Z důvodů elektroneutrality se na oxidovaný polymerní řetězec vážou iontovými vazbami chloridové anionty z původního oxidačního činidla, a jsou označovány jako dopanty. Konjugovaný systém je pak ve formě polaronu či bipolaronu, která umožňuje pohyb elektronů a děr v rámci řetězce polymeru. Teoreticky jsou jako vodivost podporující dopanty uvažovány i jiné příměsi. V intermolekulárním měřítku je vodivost zajištěna přeskokovým mechanismem.
Počáteční vodivost kompresovaných peciček PPy-NT je zhruba 60 S/cm. Postupem času lehce klesá vlivem vzdušné oxidace a UV záření.

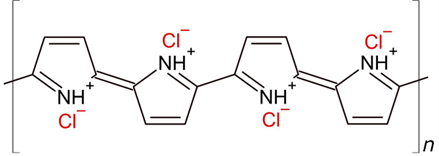
Ilustrační struktura polypyrrolového řetězce s dopanty

## Využití
Jedno z majoritních využití PPy-NT je stínění elektromagnetických interferencí. Namletý prach je zalit do matrixu s určitým hmotnostním zastoupením nanopolymeru (většinou do 5 %), a výsledný kompozit interference primárně reflektuje.
Další potenciální využití PPy-NT může být nalezeno primárně v biokatalýze, senzorové technice, ukládání energie a elektrokatalýze.